# Eutropiichthys burmannicus
Eutropiichthys burmannicus is een straalvinnige vissensoort uit de familie van de glasmeervallen (Schilbeidae). De wetenschappelijke naam van de soort is voor het eerst geldig gepubliceerd in 1877 door Day.